# Jarosław Janicki
Jarosław Janicki est un traileur polonais né le 6 juillet 1966. Il a remporté les championnats du monde de trail 2007 à Huntsville, aux États-Unis.